# Háry János
Háry János è un'opera popolare ungherese (ovvero un'opera teatrale con canzoni, alla maniera di un Singspiel) in quattro atti di Zoltán Kodály su libretto ungherese di Béla Paulini (1881-1945) e Zsolt Harsányi, basato sulla commedia comica epica Il veterano (Az obsitos) di János Garay. La prima rappresentazione fu al Teatro dell'Opera Reale Ungherese, Budapest, 1926. Il sottotitolo del pezzo è Háry János kalandozásai Nagyabonytul a Burgváráig - Le avventure di János Háry da Nagyabony a Burgvár. La prima nel Regno Unito fu al Buxton Festival nel 1982 diretta da Anthony Hose con Alan Opie nel ruolo del protagonista.

## Storia
La storia è di un ussaro, veterano nell'esercito austriaco nella prima metà del XIX secolo che siede nella locanda del villaggio intrattenendo i suoi ascoltatori con fantastici racconti di eroismo (nella tradizione del Miles Gloriosus). Le sue presunte imprese includono la conquista del cuore dell'imperatrice Maria Luisa, la moglie di Napoleone e poi la sconfitta da solo di Napoleone e dei suoi eserciti. Alla fine però rinuncia a tutte le ricchezze per tornare al suo villaggio con la sua dolce metà.
Kodály scrisse nella sua prefazione alla partitura: "Háry è un contadino, un soldato veterano che giorno dopo giorno siede alla taverna tessendo le sue gesta eroiche... le storie tirate fuori dalla sua immaginazione sono un misto inestricabile di realismo e ingenuità, di umorismo comico e pathos." Commenta anche che "sebbene superficialmente appaia semplicemente uno spaccone, essenzialmente è un visionario e un poeta naturale. Che le sue storie non siano vere è irrilevante, perché sono il frutto di una vivace immaginazione, che cerca di creare, per se stesso e per altri, un bellissimo mondo di sogni." Háry János incarna il potere poetico del folklore di andare oltre le frustrazioni politiche; Kodály intendeva portare la sua musica popolare nazionale in un ambiente operistico.
Sia l'opera che la suite iniziano con uno 'starnuto musicale' orchestrale, meglio spiegato con le stesse parole di Kodály: "Secondo la superstizione ungherese, se un'affermazione è seguita da uno starnuto di uno degli ascoltatori, è considerata una conferma della sua verità. La Suite inizia con uno starnuto di questo tipo! Uno del gruppo di fedeli ascoltatori di Háry... starnutisce alle asserzioni più folli del vecchio filatore di favole."

## Ruoli
| Ruolo                                                             | Registro vocale | Cast della première, 16 ottobre 1926 (Direttore: Nándor Rékai) |
| ----------------------------------------------------------------- | --------------- | -------------------------------------------------------------- |
| Háry János                                                        | baritono        | Imre Palló                                                     |
| Örzse, la sua promessa sposa                                      | mezzosoprano    | Izabella Nagy                                                  |
| Imperatrice d'Austria                                             | soprano         | Sári Sebeök                                                    |
| Napoleone                                                         | baritono        | Viktor Dalnoki                                                 |
| Maria Lujza, moglie di Napoleone                                  | mezzosoprano    | Rózsi Marschalkó                                               |
| Öreg Marci, cocchiere dell'imperatore                             | baritono        | János Körmendy                                                 |
| Cavaliere Ebelasztin, ciambellano dell'Imperatrice Mária Lujza    | tenore          | Gyula Toronyi                                                  |
| Imperatore Franz                                                  | ruolo parlato   | Sándor Pusztai                                                 |
| La suocera dell'imperatore                                        | ruolo parlato   | Teréz Fazekas                                                  |
| Contessa Melusina                                                 | ruolo parlato   | Józsa Szabó                                                    |
| Baronessa Estrella                                                | ruolo parlato   | Aranka Pállfy                                                  |
| Generale Krucifix                                                 | ruolo parlato   | Rezsö Kornai                                                   |
| Generale Dufla                                                    | ruolo parlato   | Zsigmond Hubai                                                 |
| Uno studente                                                      | ruolo parlato   | Kalmán Szügyi                                                  |
| Abraham, un oste                                                  | ruolo parlato   |                                                                |
| Sentinella ungherese                                              | ruolo parlato   |                                                                |
| Sentinella Russa                                                  | ruolo parlato   |                                                                |
| Anziano del villaggio                                             | ruolo parlato   |                                                                |
| Generali, soldati francesi e ungheresi, gente a margine e a corte |                 |                                                                |

## Trama
Ouverture

### Prologo
Il racconto ha inizio
Nel villaggio ungherese di Nagyabony le persone si riuniscono alla taverna. Una foto di Napoleone è appesa al muro. I clienti abituali e gli studenti aspettano il bicchiere in mano per il prossimo racconto del vecchio soldato Háry János.

### Prima Avventura
Sulla frontiera vicino a Mosca
Un valico di frontiera tra Galizia e Russia; ci sono brina e ghiaccio dalla parte russa, sole splendente e fiori che sbocciano dalla parte ungherese. János, dopo essersi sbarazzato di tutte le sue ammiratrici, incontra Örzse.
Il ciambellano di corte lamenta che Mária Lujza e il suo seguito non hanno potuto attraversare la frontiera. Örzse e János parlano con Marci, un cocchiere ungherese che lavora alla corte francese, che dice loro che a Mária Lujza, la figlia dell'Imperatore, è stato rifiutato il passaggio dalla guardia russa. János spinge il cancello di confine lungo il terreno, in modo che si ritrovi oltre il confine ungherese. Marci brinda alla giovane coppia mentre Örzse e János cantano un duetto. Ebelasztin dice che il rumore disturba il riposo della principessa. Ma quando entra Mária Lujza, lei si innamora di János e lo invita a venire a Vienna ed entrare nella Guardia Imperiale. Chiede razioni doppie per il suo cavallo, una livrea ungherese per Marci e Örzse lo accompagna. La sentinella russa è preoccupata di essere punito se viene trovato nel paese sbagliato. Ebelasztin non riesce a portare indietro il confine della frontiera, ma János ci riesce.
Intermezzo

### Seconda Avventura
Nel Giardino del Palazzo Imperiale, Vienna Burg

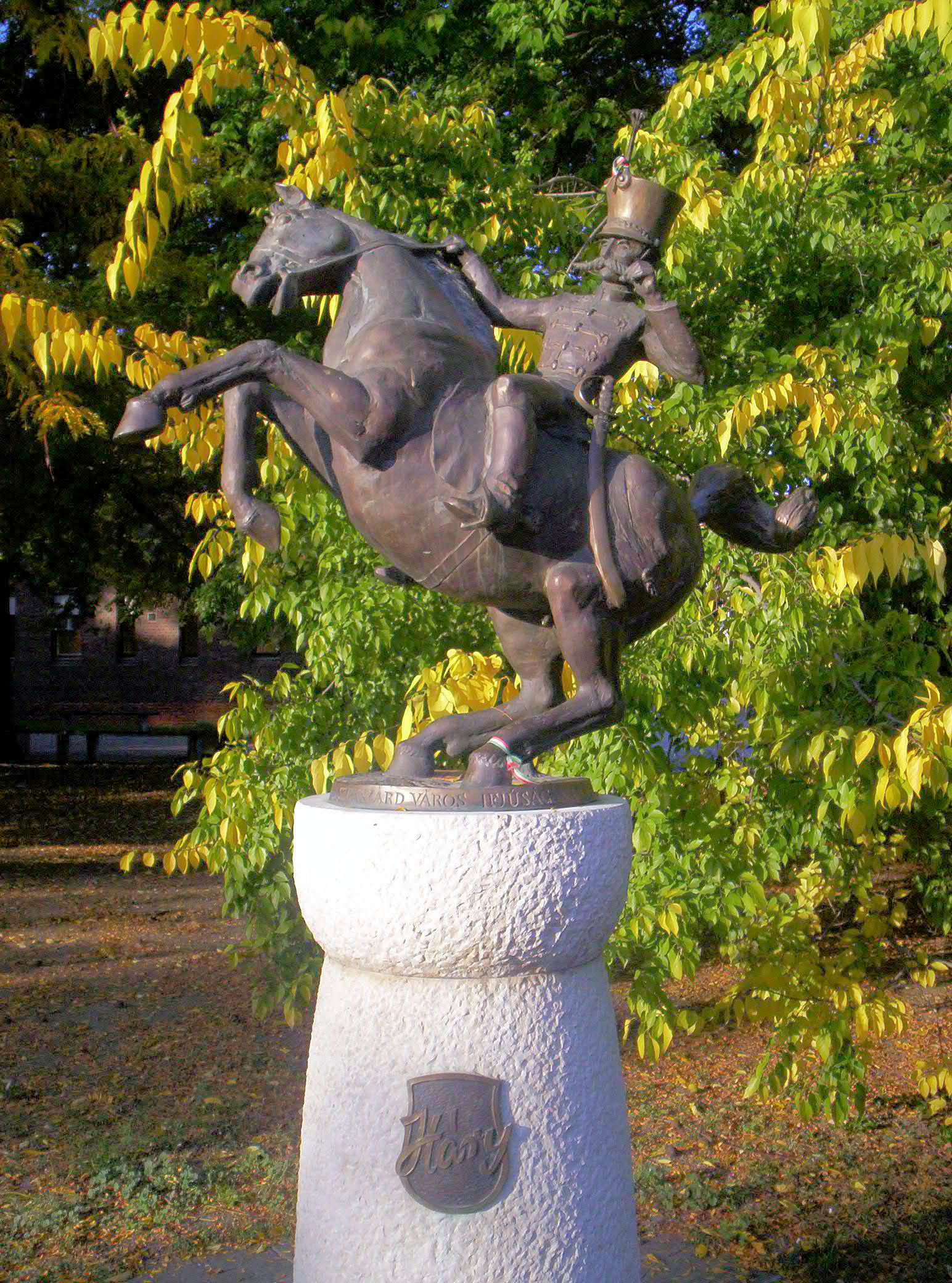
Statua di János Háry a Szekszárd. Il lavoro di Pál Farkas (1992)

Il parco è splendente. Nel corso della conversazione tra János e Marci Ebelasztin l'antipatia per János diventa chiara. Mária Lujza dice a János di cercarla se mai avesse bisogno di assistenza. Ebelasztin manda János alle scuderie dove deve cavalcare il cavallo più selvaggio, ma János torna imperturbato dalla corsa. Mária Lujza fa notare János all'imperatrice. L'invidioso Ebelasztin dice a Örzse che ha in tasca la dichiarazione di guerra di Napoleone che intende utilizzare; pochi istanti dopo suoni militari emergono dall'interno del palazzo. János è stato promosso capitano dall'imperatore. Quando il sipario cala, un enorme cannone viene azionato.

### Terza Avventura
Un campo di battaglia vicino a Milano.
Háry János, ormai promosso al grado di colonnello, vince da solo la battaglia con il vento sguainando la spada, e fa inginocchiare Napoleone per chiedere pietà. La moglie dell'imperatore ora vuole conquistare il suo cuore, con costernazione di Örzse. Mária Lujza e Örzse discutono di János, che rifiuta di sposare la principessa, che a sua volta minaccia il suicidio. János salva la situazione e guida i soldati in una marcia travolgente.

### Quarta Avventura
Palazzo Imperiale, Vienna Burg.
Sono in corso i preparativi per il matrimonio dell'eroe János e della principessa innamorata, ma János non può mangiare. Tutti gli arciduchi vengono a rendere omaggio all'eroe. Örzse arriva per congedarsi da Háry ma lui, ormai solo un fante, giura fedeltà all'Imperatore, sia come soldato che come contadino. Fedele a lei e alla sua patria, nonostante tutti gli ornamenti imperiali lasciano la corte.

### Epilogo
Di ritorno alla locanda di Nagyabony, János conclude dicendo al suo pubblico addormentato che la condizione per liberare Napoleone era che un orologio d'oro doveva essere inviato al capo del villaggio, il quale risponde che non l'ha mai ricevuto. János afferma che l'unica persona che può corroborare la sua storia è Örzse, che ora è morta.

## Numeri musicali
- Una "Ouverture Teatrale" (Színházi nyitány, K.13) originariamente scritta per Háry János, esiste principalmente come un pezzo orchestrale separato
- Il racconto ha inizio - orchestra
- Un ussaro suona la cornamusa (A furulyázó huszár) - strumentale
- Canzone: La mela rossa è caduta nel fango (Piros alma leesett a sárba - Háry, Örzse)
- Supplica: Oh acqua torbida, per favore mettila insieme
- Canzone da ubriachi: Oh quanti pesci (Ó, mely sok hal - Marci)
- Duetto: Questo lato del Tibisco (Tiszán innen, Dunán túl - Háry, Örzse)
- Intermezzo - orchestra
- Canzone: Il mio piccolo cuculo (Ku-ku-ku-kuskám - Marie-Louise)
- L'orologio musicale viennese - orchestra
- Canzone: Come sei arrivato qui? (Hogyan tudtál, rozsám - Örzse)
- Canzone: Hey, due delle mie galline (Haj, két tikom tavali - Örzse)
- Coro di soldati: Oh, mi hanno preso (Sej, besoroztak)
- La battaglia di Napoleone - orchestra
- Canzone: Oh vecchio porcospino (O, te vén sülülülülü - Napoleon)
- Canzone: Lasciami in pace, tormento (Hagyj békét, viaskodó - Ebelasztin)
- Danza di reclutamento: Il buon cavaliere (A jó lovas katonának - Háry, Coro)
- Duetto con coro: Ho acceso una candela per lo sposo (Gyujtottam gyertyát - Imperatrice, Marie-Louise, dame di compagnia)
- Ingresso dell'Imperatore e del suo corteo - orchestra
- Marcia e coro dei bambini: A, B, C, D (Ábécédé)
- Canzone: Sono povera (Szegény vagyok - Örzse)
- Canzone: Arerò il cortile dell'imperatore (Felszántom a császár udvarát - Háry)
- Coro di chiusura: Poveri coraggiosi ungheresi (Szegény derék magyar nép - Háry, Örzse)

## Suite
Dalla musica dell'opera Kodály ha estratto la suite orchestrale Háry János, un brano popolare nel repertorio classico. Questo include in particolare il cimbalom, una variante tradizionale ungherese del dulcimer a martello. La prima mondiale della suite fu al Gran Teatro del Liceo di Barcellona, il 24 marzo 1927, dall'Orchestra Pau Casals diretta da Antal Fleischer.
La suite è composta da tre flauti (tutti anche ottavino), 2 oboi, 2 clarinetti in si bemolle (uno anche clarinetto in mi bemolle e uno anche sassofono contralto), 2 fagotti, 4 corni in fa, 3 trombe in do, 3 cornette in si bemolle (utilizzate solo nell'ultimo movimento), 3 tromboni, tuba, timpani, rullante, grancassa, piatti, triangolo, tamburello, tam-tam, glockenspiel, carillon, xilofono, celesta, pianoforte, cimbalom ed archi.
I movimenti della Háry János Suite sono i seguenti:
1. Preludio; la fiaba ha inizio
2. Orologio Musicale Viennese
3. Canzone
4. La battaglia e la sconfitta di Napoleone
5. Intermezzo
6. Entrata dell'Imperatore e della sua corte

## Adattamenti cinematografici
Lo spettacolo è stato adattato tre volte in film, tutti ungheresi: un film del 1941 Háry János diretto da Frigyes Bán, un film Háry János del 1965 diretto da Miklós Szinetár e un film d'animazione del 1983 Háry János diretto da Zsolt Richly.

## Incisioni
- Háry János cantato in ungherese, diretta da István Kertész, con narrazione in inglese di Peter Ustinov. Decca
- Háry János cantato in ungherese con dialoghi, diretto da János Ferencsik. Hungaroton
- Háry János cantato in ungherese, con narrazione in francese di Gérard Depardieu. Friedemann Layer. Accord